# Frederick Sheffield
Frederick „Fred“ Sheffield (* 26. Februar 1902 in New York City; † 8. Mai 1971 in Wilton, Connecticut) war ein US-amerikanischer Ruderer.
Der 1,78 m große Sheffield spielte in seinem ersten Semester an der Yale University American Football, wechselte aber dann zu den Ruderern. In seinem letzten Jahr am College gehörte er dem Achter an, der für die Vereinigten Staaten bei den Olympischen Spielen 1924 in Paris startete. Im zweiten Vorlauf gewann die Crew vor den Booten aus Kanada und aus den Niederlanden. Im Finale traten als Vorlaufsieger neben den US-Amerikanern die Briten und die Italiener an, hinzu kamen die Kanadier als Sieger des Hoffnungslaufs. Im Ziel des Endlaufs hatten die US-Amerikaner wie im Vorlauf über 15 Sekunden Vorsprung auf die Kanadier, die Bronzemedaille erhielten die Italiener.
Von 1924 bis 1927 war Sheffield an der Yale Law School und wurde dann Anwalt in New York City. Neben seiner Kanzlei war Sheffield auch ehrenamtlich tätig. So war er 1940 Beauftragter der Vereinigten Staaten bei der Weltausstellung in New York. Von 1966 bis zu seinem Tod war er Aufsichtsratsvorsitzender der Carnegie-Stiftung.